# NGC 938

NGC 938

NGC 938 في الفهرس العام الجديد، هي مجرة، تقع في كوكبة الحمل (كوكبة). اكتشفت في 30 ديسمبر 1863 بواسطة هاينريش لويس دريست.

## روابط خارجية
- NGC 938 على موقع ويكي سكاي: DSS2, SDSS, GALEX, IRAS, Hydrogen α, X-Ray, Astrophoto, Sky Map, Articles and images